# Bilaspur (Distrikt, Himachal Pradesh)
Der Distrikt Bilaspur (Hindi: बिलासपुर जिला) ist ein Distrikt im indischen Bundesstaates Himachal Pradesh. Sitz der Distriktverwaltung ist die Stadt Bilaspur.
Der Distrikt Bilaspur hat eine Fläche von 1167 Quadratkilometern und liegt im Satlujtal. Der Fluss Satluj, dem das Satlujtal seinen Namen verdankt, durchzieht den Distrikt ungefähr mittig und teilt die Region in mehrere annähernd gleich große Gebiete auf. Nachbardistrikte sind Una, Hamirpur, Mandi und Solan. Die Einwohnerzahl des Distrikts Bilaspur beträgt 381.956 (Volkszählung 2011).
In etwa 70 km Entfernung zur Distriktshauptstadt Bilaspur und auf einer Höhe von ca. 1096 Metern befindet sich in Naina Devi der Naina-Devi-Tempel aus dem 8. Jahrhundert.

## Verwaltungsgliederung
Verwaltungstechnisch ist der Distrikt in drei Tehsils gegliedert: Ghumarwin, Bilaspur Sadar und Jhandutta. Jhandutta entstand im Januar 1998 als eine Abspaltung vom Tehsil Ghumarwin. Naina Devi ist ein Sub-Tehsil von Bilaspur Sadar und entstand im Januar 1980.